# 通话惊魂
（英语：On the Line）为2021年上映的韩国犯罪动作片，由《白色：诅咒的旋律》、《恐怖故事》的导演金暄、金曲兄弟执导，卞約漢、金武烈、金熙元、朴明勳主演，2021年9月15日在韩国上映。该片为韩国首部电信诈骗题材的电影。

## 剧情概要
电影讲述因陷入电信诈骗陷阱而失去一切的前职警察瑞俊，为了找回家人和同事们失去的钱财，潜入位于中国的电信诈骗组织大本营，遇见电信诈骗设计者郭专家后发生的故事。

## 演员阵容

### 主要人物
- 卞約漢 饰演 韩瑞俊
- 金武烈 饰演 郭专家
- 金熙元 饰演 李奎浩
- 朴明勳 饰演 千本部长

### 其他人物
- 李周英 饰演 疯七
- 趙在允 饰演 德八
- 李揆成 饰演 小老板
- 李雲山 饰演 管理部长
- 玉子妍 饰演 智能搜查组刑警
- 尹钟硕 饰演 智能搜查组刑警
- 成道贤 饰演 智能搜查组刑警
- 趙賢植 饰演 Boss 1
- 尹炳熙 饰演 Boss 2
- 金佳英 饰演 Boss 3
- 朴镇洙 饰演 Boss 4
- 洪庆 饰演 待业青年
- 文東赫 饰演 纹身男子，釜山招募负责人。
- 利旻 饰演 郑氏
- 柳圣贤 饰演 DB掮客
- 尹瑟 饰演 建设事务所经理
- 洪胜日 饰演 闵室长
- 尹大烈 饰演 千本部长下属
- 尹永均 饰演 千本部长下属
- 尹鋒吉 饰演 电话中心管理人员
- 柳正浩 饰演 电话中心技术人员
- 朴智勋 饰演 釜山招募负责人
- 沈昭英 饰演 中国铁器厂经理
- 朴光在 饰演 人力事务所大块头

### 特别出演
- 元真兒 饰演 美妍
- 崔秉默 饰演 朴室长
- 孫鐘鶴 饰演 现场所长
- 闵成旭 饰演 张京弼
- 孫炳昊 饰演 黄社长
- 奇周峰 饰演 赵会长
- 車順裴 饰演 警察署长

## 制作
主体拍摄于2020年2月10日开始进行，同年5月12日杀青。